# اداموا، بخشویزکو
اداموا، بخشویزکو (به لاتین: Adamowo, Wyszków County) در لهستان است که در Gmina Długosiodło واقع شده‌است.